# Asse ipotalamo-ipofisi-tiroide

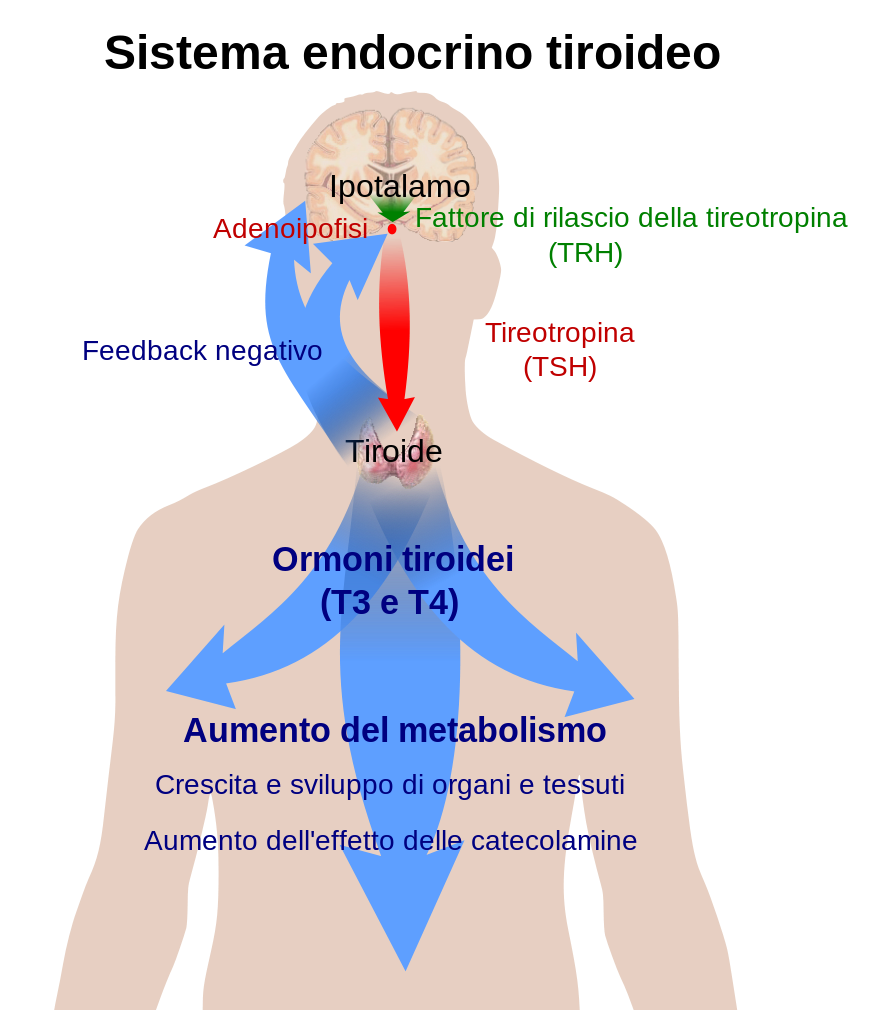
Schema dell'asse ipotalamo-ipofisi-tiroide. L'ipotalamo secerne TRH (verde), che stimola la produzione di TSH (rosso) da parte dell'ipofisi. Questa, a sua volta, stimola la produzione di tiroxina da parte della tiroide (blu). I livelli di tiroxina diminuiscono la produzione di TRH e TSH grazie ad un processo di feedback negativo.

L'asse ipotalamo-ipofisi-tiroide fa parte del sistema endocrino responsabile della regolazione del metabolismo.
Come suggerisce il nome, esso dipende dall'ipotalamo, dall'ipofisi e dalla tiroide.
L'ipotalamo rileva bassi livelli circolanti di ormoni tiroidei (triiodotironina (T3) e tiroxina (T4)) e risponde rilasciando l'ormone di rilascio della tireotropina (TRH). Il TRH stimola l'ipofisi a produrre l'ormone tireostimolante (TSH). Il TSH, a sua volta, stimola la tiroide a produrre gli ormoni tiroidei fino che i loro livelli nel sangue ritornino alla normalità. L'ormone tiroideo esercita un controllo di tipo feedback negativo sopra l'ipotalamo e l'ipofisi anteriore, controllando così il rilascio sia di TRH che di TSH.